# Wu Xian (Shang-Dynastie)
Wu Xian (chinesisch: 巫咸), oder Wu (chinesisch: 巫; Pinyin: wū; Wade-Giles: wu; wörtlich „Schamane“), war ein chinesischer Schamane, der für Wahrsagerei, Gebete, Opfer, Regenmacherei und Heilung zuständig war. Wu Xian lebte in der Shang-Dynastie (ca. 1600–1046 v. Chr.) in China und diente unter König Tai Wu. Er gilt als einer der wichtigsten altchinesischen Astronomen neben historischeren Figuren wie Gan De und Shi Shen, von denen die beiden letzteren während der Zeit der Streitenden Reiche (403–221 v. Chr.) lebten. Er wurde auch als einer der „Drei Astronomischen Personen“ auf der Dunhuang-Karte dargestellt, die während der Tang-Dynastie (618–907) angefertigt wurde.